# Berliner Volksbank

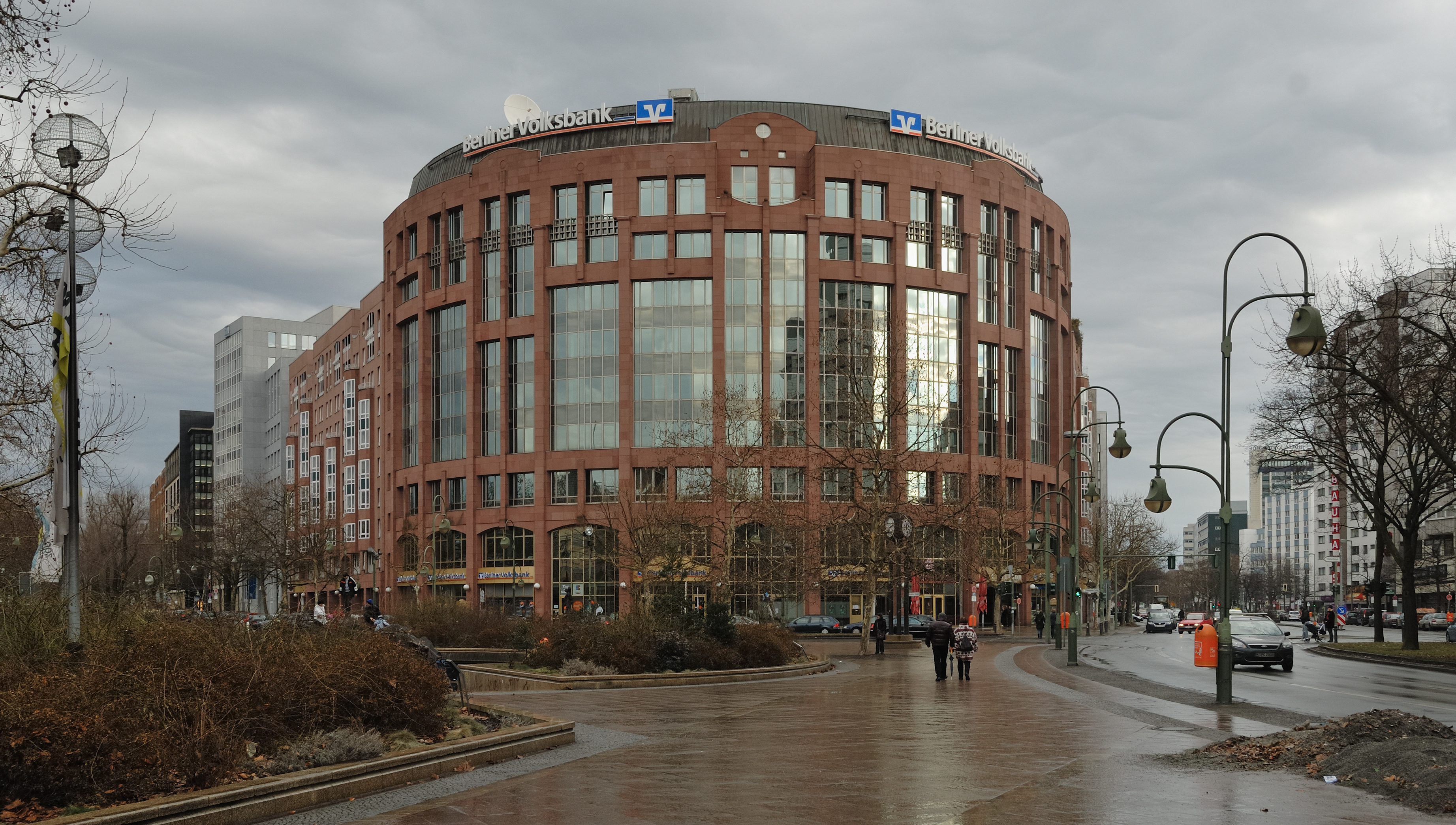
Berliner Volksbank, Budapester Straße (2010)

Die Berliner Volksbank eG mit Sitz in Berlin ist die zweitgrößte regionale Genossenschaftsbank in Deutschland.
Die Berliner Volksbank eG mit Sitz in Berlin ist eine der größten regionalen Genossenschaftsbanken in Deutschland. Sie wurde am 16. Januar 1946 gegründet und ist als eingetragene Genossenschaft ein Kreditinstitut im Sinne des Kreditwesengesetzes (KWG). Die Bank betreibt Bankgeschäfte und Finanzdienstleistungen auf Grundlage einer Erlaubnis gemäß § 32 KWG.

## Geschäftsmodell und Ausrichtung
Das Geschäftsmodell der Berliner Volksbank eG basiert auf der wirtschaftlichen Förderung ihrer Mitglieder sowie einer ganzheitlichen Kundenberatung. Es folgt dem Regionalprinzip und ist unternehmerisch geprägt. Die Bank wurde ursprünglich von Unternehmern gegründet und richtet sich bis heute auch an gewerbliche Kunden. Das Leistungsangebot richtet sich an gewerbliche, freiberufliche und private Mitglieder und Kunden.

## Mitgliedschaft und genossenschaftliche Struktur
Die Berliner Volksbank eG ist als eingetragene Genossenschaft organisiert. Die Mitgliedschaft bildet eine zentrale Grundlage ihres Geschäftsmodells. Mitglieder sind zugleich Miteigentümer der Bank und können über gewählte Vertreter Einfluss auf die strategische Ausrichtung nehmen.
Ziel der Bank ist es, die wirtschaftliche Entwicklung ihrer Mitglieder zu fördern. Der Austausch erfolgt über verschiedene Dialogformate wie Diskussionsveranstaltungen und Workshops. Die Mitgliedschaft ist in der Regel mit einer Kundenbeziehung verbunden und wird als langfristige Partnerschaft verstanden.

## Strategische Geschäftsfelder
Die Kundenberatung der Berliner Volksbank eG ist in fünf strategische Geschäftsfelder gegliedert:
- Just Banking
- Private Kunden
- Private Banking
- Firmenkunden
- Immobilien & Erneuerbare Energien

Die Eigenanlagen der Bank konzentrieren sich auf die Bereiche Geld- und Kapitalmarkt sowie Beteiligungsmanagement. Die Eigenanlagen dienen der Steuerung von Zins- und Liquiditätsrisiken.

## Kooperationen und digitale Plattformen
Das Leistungsangebot der Bank wird durch Produkte und Dienstleistungen der Unternehmen der Genossenschaftlichen FinanzGruppe Volksbanken Raiffeisenbanken ergänzt. Zusätzlich stellt die Bank über digitale Plattformen auch Angebote Dritter bereit, insbesondere in den Bereichen Finanzierung und Geldanlage. 

## Einlagensicherung und Institutsschutz
Die Berliner Volksbank eG ist der Sicherungseinrichtung des Bundesverbandes der Deutschen Volksbanken und Raiffeisenbanken e. V. (BVR) angeschlossen, die einen umfassenden Institutsschutz bietet. Darüber hinaus gehört sie der BVR Institutssicherung GmbH an, einem amtlich anerkannten Einlagensicherungssystem. Dieses duale System aus Institutsschutz und Einlagensicherung dient der Stärkung des Vertrauens in die Genossenschaftliche FinanzGruppe.

## Beteiligung
ABK Allgemeine Beamten Bank AG
Seit Januar 2025 Teil des Konzerns. Die ABK wird als eigenständiges Unternehmen mit eigenem Marktauftritt geführt und ergänzt das Geschäftsmodell der Berliner Volksbank insbesondere im Bereich Konsumentenkredite und Sparprodukte für den öffentlichen Dienst.

## Stiftung Kunstforum Berliner Volksbank
Mit der Stiftung Kunstforum Berliner Volksbank gemeinnützige GmbH, einer 100%igen Tochtergesellschaft, bündelt die Berliner Volksbank ihre Kunst- und Kulturarbeit in der Region Berlin-Brandenburg[EN2] .

## Geschichte
Die Berliner Volksbank selbst wurde am 16. Januar 1946 gegründet, als sich die in den Berliner Bezirken verteilten Volksbanken zusammenschlossen. Dieser Schritt war eine Reaktion auf die Folgen des Zweiten Weltkrieges und der anschließenden Besatzung, in der die Alliierten zunächst alle privaten Bankgeschäfte untersagt hatten. Die Volksbanken boten den Kompromiss an, als ein gemeinsames privates Geldinstitut mit den ehemaligen selbstständigen Volksbanken als Filialen wieder zu öffnen. Das wurde akzeptiert und die Berliner Volksbank wurde zum ersten privaten Geldinstitut in Berlin, das nach dem Krieg wieder sein Geschäft aufnehmen durfte. 
Die Teilung Berlins und Deutschlands nach dem Krieg führte dazu, dass auch die Bank in zwei Teile geteilt wurde: die Berliner Volksbank (West) eGmbH und die Berliner Volksbank Ost. Die Entwicklung in den beiden Teilen Berlins war sehr unterschiedlich, aber die Bank überstand die schwierigen Zeiten und blieb ein wichtiger Teil der Berliner Wirtschaft. Mit dem Mauerfall und der Wiedervereinigung Deutschlands bot sich die Möglichkeit, die Bank wieder zu vereinigen. Am 19. Dezember 1990 fusionierten die Berliner Volksbank (West) eG und die Berliner Volksbank (Ost) eG zur gemeinsamen Berliner Volksbank eG. Die Bank erweiterte ihr Geschäftsgebiet erstmalig auch nach Brandenburg und fusionierte mit weiteren Genossenschaftsbanken aus der ehemaligen DDR.